# جون بيرسون (لاعب كرة قدم)
جون بيرسون (بالسويدية: Johan Persson)‏ (20 يونيو 1984 في السويد - ) هو لاعب كرة قدم سويدي في مركز الوسط. لعب مع نادي أوسترس ونادي إيسبيرغ ونادي هاماربي لكرة القدم وIFK Hässleholm ‏ وMjällby AIF ‏ ونادي لاندسكرونا ‏.

## وصلات خارجية
- جون بيرسون (لاعب كرة قدم) على موقع اتحاد السويد (السويدية)
- جون بيرسون (لاعب كرة قدم) على موقع قاعدة بيانات كرة القدم.إي يو (الإنجليزية)
- جون بيرسون (لاعب كرة قدم) على موقع Soccerway.com (الإنجليزية)